# Övre Svartlå
 (juin 2019).
Övre Svartlå, ou simplement Svartlå, est une localité de la commune de Boden, dans le comté de Norrbotten, en Suède. En 2001, elle avait 201 habitants. 